# Station Chapelle-la-Délivrande
Station Halte de Chapelle-la-Délivrande is een spoorwegstation in de Franse gemeente Douvres-la-Délivrande. Het station is gesloten.